# Floriana Bertone
Floriana Bertone (ur. 19 listopada 1992 w Cuneo) – włoska siatkarka, reprezentantka kraju, grająca na pozycji środkowej. Obecnie występuje w drużynie Volksbank Südtirol Bolzano.

## Sukcesy klubowe
Puchar Włoch Serie A2:
- 2014

## Sukcesy reprezentacyjne
Mistrzostwa Europy Kadetek:
- 2009

Mistrzostwa Europy Juniorek:
- 2010

Mistrzostwa Świata Juniorek:
- 2011

Igrzyska Śródziemnomorskie:
- 2013